# Иоахим, Йозеф
Йозеф Иоа́хим (нем. Joseph Joachim; 28 июня 1831, Киттзе около Пресбурга, Австрийская империя — 15 августа 1907, Берлин) — австрийско-венгерский скрипач и композитор еврейского происхождения.

## Биография
Йозеф Иоахим родился в Киттзе и был предпоследним из восьмерых детей в еврейской семье. Его отец, Юлиус Йоахим (?—1865), происходил из Пешта и занимался торговлей шерстью; мать, Фанни Йоахим (в девичестве Фигдор, ?—1867), была уроженкой Киттзе и приходилась двоюродной сестрой Фанни Витгенштейн (матери сталелитейного магната Карла Витгенштейна и бабушке философа Людвига Витгенштейна).

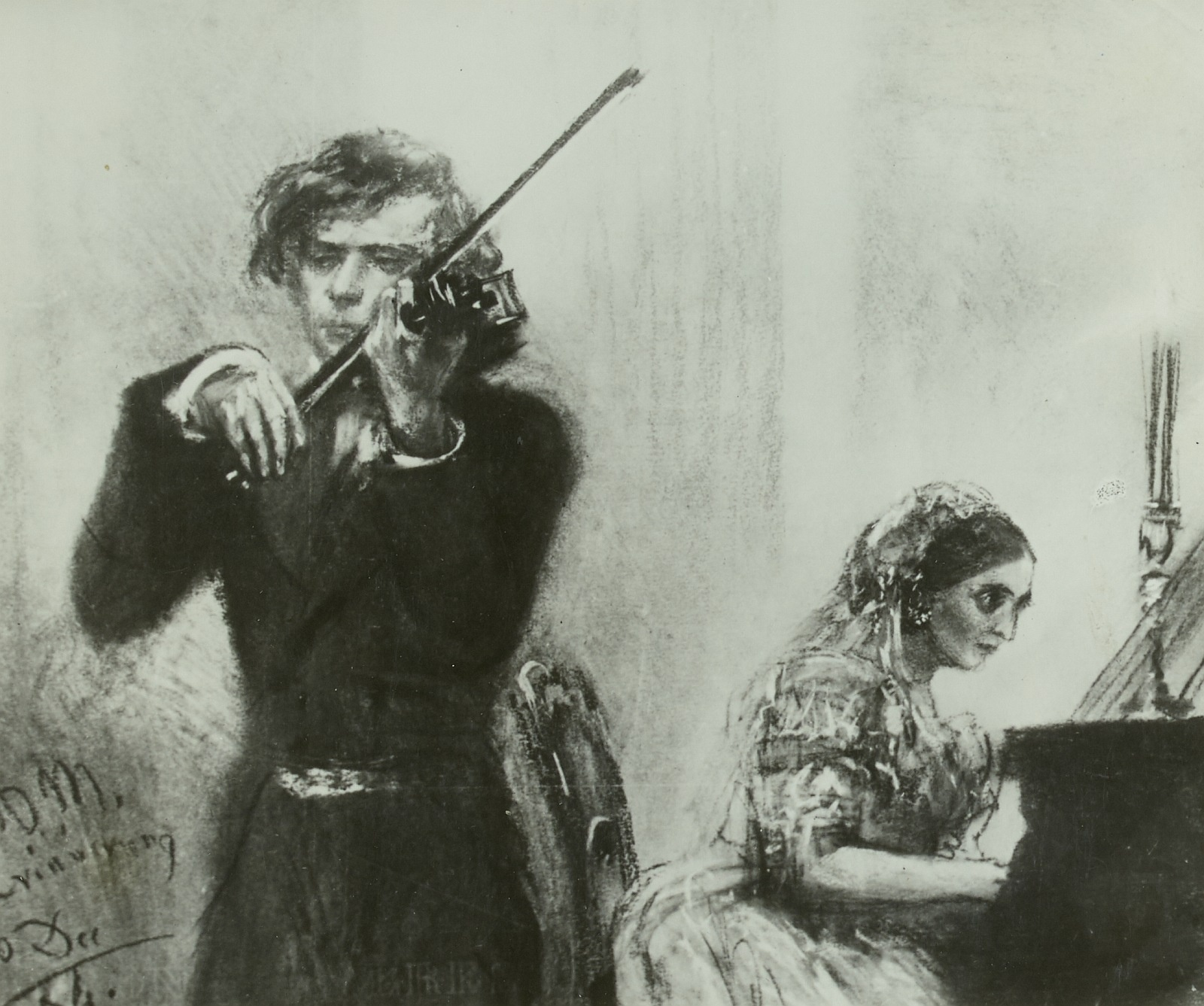
Йозеф Иоахим и Клара Шуман
(Художник Адольф фон Менцель)

В 1833 году с семьёй родителей переехал в Пешт, там он начал учиться игре на скрипке у Станислава Сервачиньского, концертмейстера оперы в Пеште (Сервачиньский позже вернулся в Люблин, где учил Венявского). В 1839 году Иоахим продолжил учёбу в Венской консерватории (недолго у Миски Хаузера и у Георга Хеллмесбергера-старшего; потом у Йозефа Бёма). Позже он переехал в Лейпциг, где его приютила двоюродная сестра матери, Фанни Витгенштейн, и где он стал протеже Феликса Мендельсона. В своем дебютном выступления в Гевандхаусе сыграл фантазию «Отелло» Генриха Вильгельма Эрнста.
В дальнейшем Иоахим работал концертмейстером веймарской оркестровой капеллы под управлением Листа, но позже отказался от должности по причинам идейно-художественного порядка (ему оказалось чуждым направление деятельности Листа). В 1853 году Иоахим познакомился с композитором Брамсом, которому также было чуждо творческое направление Листа, и свёл его с ещё одним композитором, Шуманом, после чего Брамса, Иоахима и Клару Шуман (жену Шумана) объединила дружба, которая длилась до конца их дней.
С большим успехом концертировал во всех городах Европы. Был директором Берлинской высшей школы музыки с момента её основания (1869—1907). Написал много сочинений для скрипки; особенно известен его «Concert in ungarischer Weise» (op. 11). Игра Иоахима отличалась сочным тоном, безупречной чистотой интонации, развитой техникой левой руки, разнообразием штрихов.
Йозеф Иоахим умер 15 августа 1907 года в Берлине.
Среди многочисленных учеников Иоахима — Леопольд Ауэр, Альфред Виттенберг, Карл Григорович и Бронислав Губерман.
Был женат на Амалии Шневайс (1839—1899), родом из Марбурга. Его внучка — оперная певица (сопрано) и музыкальный педагог Ирен Иоахим (1913—2001).

## Память
Имя Йозефа Иоахима носит Международный конкурс скрипачей, с 1991 года проводящийся в Ганновере.